# Francesca Ciardi
Francesca Ciardi (Roma, 26 de julio de 1954) es una actriz italiana de cine.

## Carrera
Ciardi formó parte de la comitiva de actores italianos que presuntamente fueron asesinados en las selvas colombianas durante la filmación de la película de terror de 1980 Holocausto caníbal. Algunas de las imágenes de la película eran tan realistas que unos años después de su estreno el director Ruggero Deodato fue arrestado por asesinato. Los actores que participaron en ella habían firmado un contrato por el que se comprometían a permanecer alejados de los medios durante un año para reforzar la creencia de que Holocausto caníbal era una película snuff, y el tribunal solo se convenció de que estaban vivos cuando cancelaron su contrato y aparecieron públicamente como prueba incontrovertible.
En 2014, tras permanecer alejada por veinte años de la industria del cine, Ciardi retornó para formar parte del elenco de la película de Spencer Hawken Death Walks.

## Filmografía
- Cannibal Holocaust (1980)
- Eroina (1980)
- Caccia al ladro d'autore (1985, serie de televisión)
- La ragazza dei lilla (1985)
- Mosca addio (1987)
- Safari (1991)
- Death Walks (2016)